# Campeonato Asiático de Taekwondo de 1994
El XI Campeonato Asiático de Taekwondo se celebró en Manila (Filipinas) en 1994 bajo la organización de la Unión Asiática de Taekwondo.
En total se disputaron en este deporte dieciséis pruebas diferentes, ocho masculinas y ocho femeninas.

## Resultados

### Masculino
| Evento | Oro                          | Plata                        | Bronce                                               |
| ------ | ---------------------------- | ---------------------------- | ---------------------------------------------------- |
| –50 kg | Choi Yong-Hoon Corea del Sur | Ali Rahimzadeh Irán          | Chen Tan Kok Malasia Roberto Cruz Filipinas          |
| –54 kg | Ko Dong-Wan Corea del Sur    | Mohsen Shirzad Irán          | Lugi Riyandi Indonesia Sukalingam Kumar Malasia      |
| –58 kg | Kim Hyun-Yong Corea del Sur  | Walter Dean Vargas Filipinas | Alf Dell'Orso Australia Adil Saleh Isa Baréin        |
| –64 kg | Yang Jae-Cheol Corea del Sur | Yao Ching-Fu China Taipéi    | Robert Vargas Filipinas Hiroyuki Yamashita Japón     |
| –70 kg | Jung Kang-Chae Corea del Sur | Wei Cheng-Hung China Taipéi  | Ramelito Abratique Filipinas Vu Truong Tuan Vietnam  |
| –76 kg | Arnold Atienza Filipinas     | Liu Tsu-Len China Taipéi     | Jeetender Kumar Rai Malasia Nguyen Dang Kanh Vietnam |
| –83 kg | Park Jong-Bum Corea del Sur  | Amar Sbeihi Jordania         | Mayid Amintorabi Irán Jaled Al-Harzi Arabia Saudita  |
| +83 kg | Kim Je-Kyoung Corea del Sur  | Farzad Zarajsh Irán          | Wu Pao-Yi China Taipéi A. J. A. Faras Talal Kuwait   |

### Femenino
| Evento | Oro                         | Plata                       | Bronce                                                     |
| ------ | --------------------------- | --------------------------- | ---------------------------------------------------------- |
| –43 kg | Lo Yueh-Ying China Taipéi   | Damit Dayang Malasia        | Yang So-Hee Corea del Sur T. N. Phuoc Nguyen Vietnam       |
| –47 kg | Lee Sun-Yeong Corea del Sur | Sangina Baidya Nepal        | Vicki Cenere Australia Elaine Ong Azenith Filipinas        |
| –51 kg | Jin Yong-Soon Corea del Sur | Tang Hui-Wen China Taipéi   | Tricia Angela Pugeda Filipinas Nguyen Thi Thu Thuy Vietnam |
| –55 kg | Liu Chao-Ching China Taipéi | Shin Dong-Sun Corea del Sur | Alexis van Horssen Australia Rita Ellis Indonesia          |
| –60 kg | Chen Yi-An China Taipéi     | Maria Nelia Sy Filipinas    | Kang Hae-Eun Corea del Sur Voppy Trisnawati Indonesia      |
| –65 kg | Pan Li-Chi China Taipéi     | Yoriko Okamoto Japón        | Cho Hyang-Mi Corea del Sur Lydia Zakkas Australia          |
| –70 kg | Park Sun-Mi Corea del Sur   | Hsu Ju-Ya China Taipéi      | Marites Javier Filipinas                                   |
| +70 kg | Kim Tae-Hee Corea del Sur   | Anis Dewi Indonesia         | May Inn Cheong Singapur Beatriz Daphne Tioseco Filipinas   |

## Medallero
| Núm. | País           | Oro | Plata | Bronce | Total |
| ---- | -------------- | --- | ----- | ------ | ----- |
| 1    | Corea del Sur  | 11  | 1     | 3      | 15    |
| 2    | China Taipéi   | 4   | 5     | 1      | 10    |
| 3    | Filipinas      | 1   | 2     | 7      | 10    |
| 4    | Irán           | 0   | 3     | 1      | 4     |
| 5    | Indonesia      | 0   | 1     | 3      | 4     |
| 5    | Malasia        | 0   | 1     | 3      | 4     |
| 7    | Japón          | 0   | 1     | 1      | 2     |
| 8    | Jordania       | 0   | 1     | 0      | 1     |
| 8    | Nepal          | 0   | 1     | 0      | 1     |
| 10   | Australia      | 0   | 0     | 4      | 4     |
| 10   | Vietnam        | 0   | 0     | 4      | 4     |
| 12   | Arabia Saudita | 0   | 0     | 1      | 1     |
| 12   | Baréin         | 0   | 0     | 1      | 1     |
| 12   | Kuwait         | 0   | 0     | 1      | 1     |
| 12   | Singapur       | 0   | 0     | 1      | 1     |
|      | TOTAL          | 16  | 16    | 31     | 63    |